# Hani Hanjour
Hani Saleh Hanjour (arabisk: هاني صالح حنجور (13. august 1972 – 11. september 2001) var en af de fem mænd, der nævnes af FBI, som flykaprere af American Airlines Flight 77 i terrorangrebet den 11. september 2001. FBI mener, at han var piloten på Flight 77 og at han styrtede det ind i Pentagon.